# John Hosse
John-Dieter Hosse (* 1968 in Neheim-Hüsten) ist ein deutscher Künstler.
Hosse studierte nach dem Abitur am Arnsberger Graf-Gottfried-Gymnasium an der Kunstakademie Münster bei Gunther Keusen und schloss 1997 als Meisterschüler ab. Von 1993 bis 2005 war er Mitglied der Künstlergalerie DER BOGEN. Er arbeitete für das Schauspielhaus Bochum als Requisiteur. Er lebt in Bochum.

## Ausstellungen
- 1996: Städtischen Museum Gelsenkirchen.
- 1997: Werkstattzentrum "Loft", Köln; "Outpost"-Projekt der "skulptura", Münster.
- 1998: in der Galerie Libelle, Dortmund.
- 1999: Ausstellungsreihe in Chile mit Margarethe Hesse und Alexander Pohl
- 2000: Kunstverein Emsdetten
- 2001: Galerie Henseleit, Köln
- 2002: Balou e.V., Dortmund
- 2003: Art Expo, New York; Künstlerbuchmesse Chemnitz
- 2004: Art Frankfurt
- 2015: Super Speed Art Exhibiton Tour durch 30 Städte Deutschlands

## Veröffentlichungen und Kataloge
- 1996: Katalog zum Karl-Schwesig-Preis
- 1997: Katalog "Der Bogen bei Thorn"
- 2000: Katalog "Lustrum I"
- 2000: Junger Hase, junger Hase. Kupido-Verlag.